# Juegos de las Islas de 2007
Los Juegos de las Islas en su edición 2007 se celebraron entre el 30 de junio y el 6 de julio en la isla griega de Rodas. En esta edición participaron 25 islas miembros, el número más alto de participaciones alcanzado hasta el presente.

## Deportes
Se celebraron competiciones en los siguientes deportes:
- Atletismo
- Baloncesto
- Ciclismo
- Fútbol (ver Fútbol en los Juegos de las Islas)
- Golf
- Judo
- Natación
- Tenis
- Tenis de mesa
- Tiro con arco
- Tiro olímpico
- Triatlón
- Vela
- Vóleibol

## Medallero de los Juegos de Rodas 2007
| Medallero | Medallero                 | Medallero | Medallero | Medallero | Medallero |
| Platz     | Isla(s)                   | O         | P         | B         | Total     |
| --------- | ------------------------- | --------- | --------- | --------- | --------- |
| 1         | Jersey                    | 30        | 35        | 28        | 93        |
| 2         | Rodas                     | 26        | 16        | 16        | 58        |
| 3         | Islas Feroe               | 24        | 19        | 12        | 55        |
| 4         | Guernsey                  | 23        | 23        | 29        | 75        |
| 5         | Gotland                   | 23        | 21        | 10        | 54        |
| 6         | Isla de Man               | 11        | 16        | 29        | 56        |
| 7         | Menorca                   | 11        | 9         | 10        | 30        |
| 8         | Islas Caimán              | 11        | 7         | 5         | 24        |
| 9         | Bermuda                   | 8         | 13        | 19        | 40        |
| 10        | Åland                     | 7         | 8         | 10        | 25        |
| 11        | Saaremaa                  | 7         | 6         | 8         | 21        |
| 12        | Isla de Wight             | 6         | 2         | 5         | 13        |
| 13        | Isla del Príncipe Eduardo | 4         | 5         | 7         | 16        |
| 14        | Gibraltar                 | 4         | 3         | 7         | 14        |
| 15        | Anglesey (Ynys Môn)       | 3         | 1         | 1         | 5         |
| 16        | Shetland                  | 2         | 11        | 2         | 15        |
| 17        | Groenlandia               | 1         | 2         | 0         | 3         |
| 18        | Hébridas Exteriores       | 1         | 1         | 4         | 6         |
| 19        | Hitra                     | 1         | 0         | 0         | 1         |
| 20        | Sark                      | 0         | 1         | 2         | 3         |
| 21        | Órcadas                   | 0         | 0         | 4         | 4         |
| -         | Alderney                  | 0         | 0         | 0         | 0         |
| -         | Islas Malvinas            | 0         | 0         | 0         | 0         |
| -         | Frøya                     | 0         | 0         | 0         | 0         |
| -         | Santa Helena              | 0         | 0         | 0         | 0         |